# Droit géorgien
Le droit géorgien est le droit de tradition civiliste appliqué en Géorgie.

## Histoire

### Avant les tsars
Durant le règne de David IV au XIe siècle, la justice est organisée de manière féodale, avec l’audience devant le roi comme principale manière de faire valoir des droits.

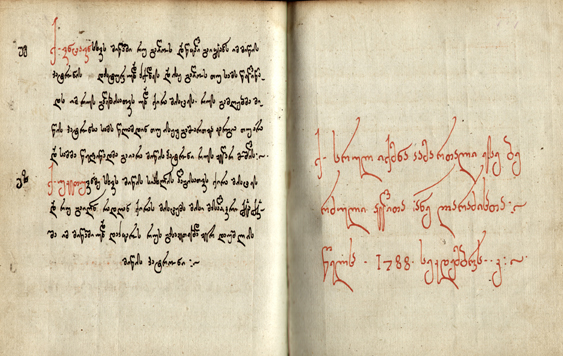
Une page de la compilation légale de Vakhtang VI dans une copie de 1788.

Vakhtang VI, au XVIIIe siècle, publie une compilation de lois appelée ვახტანგ VI-ის სამართლის წიგნთა კრებული (ka). Cette compilation contient des lois issues du droit mosaïque, du droit canon local, du droit byzantin et du droit arménien. De plus, Vakhtang VI y inclut un Code rédigé de sa propre initiative, visant à fixer la quantité d’argent due pour chaque crime.

### Époque des tsars
Pendant l’annexation de la Géorgie par l’empire russe, le droit criminel russe est appliqué, mais le droit civil géorgien est censé continuer à être appliqué. L’attitude des pouvoirs russes envers le droit géorgien dépend beaucoup du gouverneur au pouvoir. Alexis Iermolov commande une traduction en russe de la compilation de lois de Vakhtang VI, qui est achevée en 1828. À l’initiative de Mikhaïl Semionovitch Vorontsov, vingt des lois contenues dans la compilation sont intégrées dans le Code législatif impérial (ru) afin d’être appliquée aux territoires géorgiens.
Durant cette période, certaines personnes partent étudier le droit dans des universités russes et reviennent en Géorgie avec des idées influencées par les réformes à l’européenne, dont notamment le juriste Ilia Tchavtchavadzé et le journaliste Niko Nikoladze (en). En même temps, les écrits des folkloristes du XIXe siècle, comme Vaja-Pchavela, témoignent de la vivacité de pratiques juridiques traditionnelles dans les zones rurales et montagneuses.
Au début du XXe siècle et jusqu’à la Révolution de Février en 1917, les communautés paysannes commencent à tenir des tribunaux populaires et à ignorer les cours de justice impériales, à tel point que le vice-roi responsable de la Géorgie envisage d’officialiser les tribunaux populaires.

### Époque menshevik
Durant ses trois ans d’exercice, l’Assemblée constituante de Géorgie se préoccupe de créer une justice indépendante pour faire appliquer les lois.

### Époque soviétique
Le régime bolchévique assure le contrôle du Parti sur le système judiciaire et les avocats. Pour la première fois, des cours de droit sont donnés dans des universités géorgiennes. La corruption abonde. En 1975, 16% des juges en Géorgie sont des femmes, alors que le taux est de 37% en Russie.

### Époque de la perestroïka
Durant la période de Gorbachev au pouvoir, les étudiants en droit ont exprimé davantage d’opinions critiques du régime.

### Indépendance
Durant la présidence de Zviad Gamsakhourdia, plusieurs lois sont promulguées afin de construire un état de droit, mais en réalité le pouvoir se concentre entre les mains du gouvernment.

## Sources du droit

### Constitution
L'article 6(1) dispose que la Constitution est la norme fondamentale de la Géorgie et que les lois doivent la respecter.

### Normes internationales
Les traités et accords internationaux conclus par la Géorgie ont une autorité supérieure aux normes internes dès lors qu'ils sont conformes à la Constitution. La législation et autres normes de droit interne doivent se conformer aux normes internationales, dont les principes universellement reconnus du droit international.

### Législation
Le pouvoir législatif est exercé par le Parlement de Géorgie.

## Sources

## Compléments